# Josamycine
La josamycine est un antibiotique macrolide tiré de Streptomyces narbonensis (en). C'est un antibiotique à spectre large.

## Fabrication
Cette molécule était synthétisée ou produite à partir de souches de Streptomyces narbonensis (en) var. josamyceticus var. nova

## Dénominations des produits commercialisés
- Europe : Josalid, Josacine, Iosalide, Josamina.
- Russie : Wilprafen (Вильпрафен).
- Japon : Josamy.